# Albert Kowert
Albert Kowert (28 de diciembre de 1989) es un deportista alemán que compitió en remo como timonel. Ganó dos medallas en el Campeonato Mundial de Remo de 2010, oro en el ocho con timonel ligero y bronce en el dos con timonel.

## Palmarés internacional
| Campeonato Mundial | Campeonato Mundial        | Campeonato Mundial | Campeonato Mundial      |
| Año                | Lugar                     | Medalla            | Prueba                  |
| ------------------ | ------------------------- | ------------------ | ----------------------- |
| 2010               | Cambridge (Nueva Zelanda) | Medalla de oro     | Ocho con timonel ligero |
| 2010               | Cambridge (Nueva Zelanda) | Medalla de bronce  | Dos con timonel         |